# Spin the Music
Spin the Music è il nono album in studio della cantante giapponese Crystal Kay, pubblicato nel 2010.

## Tracce
1. Journey (Journey ～君と二人で～) – 3:59
2. After Love (First Boyfriend) (feat. Kaname dei Chemistry) – 3:32
3. Kon'ya wa No.1 (今夜はNo.1) – 4:22
4. Kimi ga Ireba (君がいれば) – 4:47 – The Eklipse
5. Time of Love – 5:44
6. I Pray – 4:38
7. Goodbye – 3:48
8. Love or Game – 3:33
9. Hands Up – 3:47
10. Flash – 3:30
11. Thank You for Talkin' to Me Africa (Yellow Magic Orchestra feat. Crystal Kay) – 5:36
12. I'll Be There – 4:03